# Michael Beuther

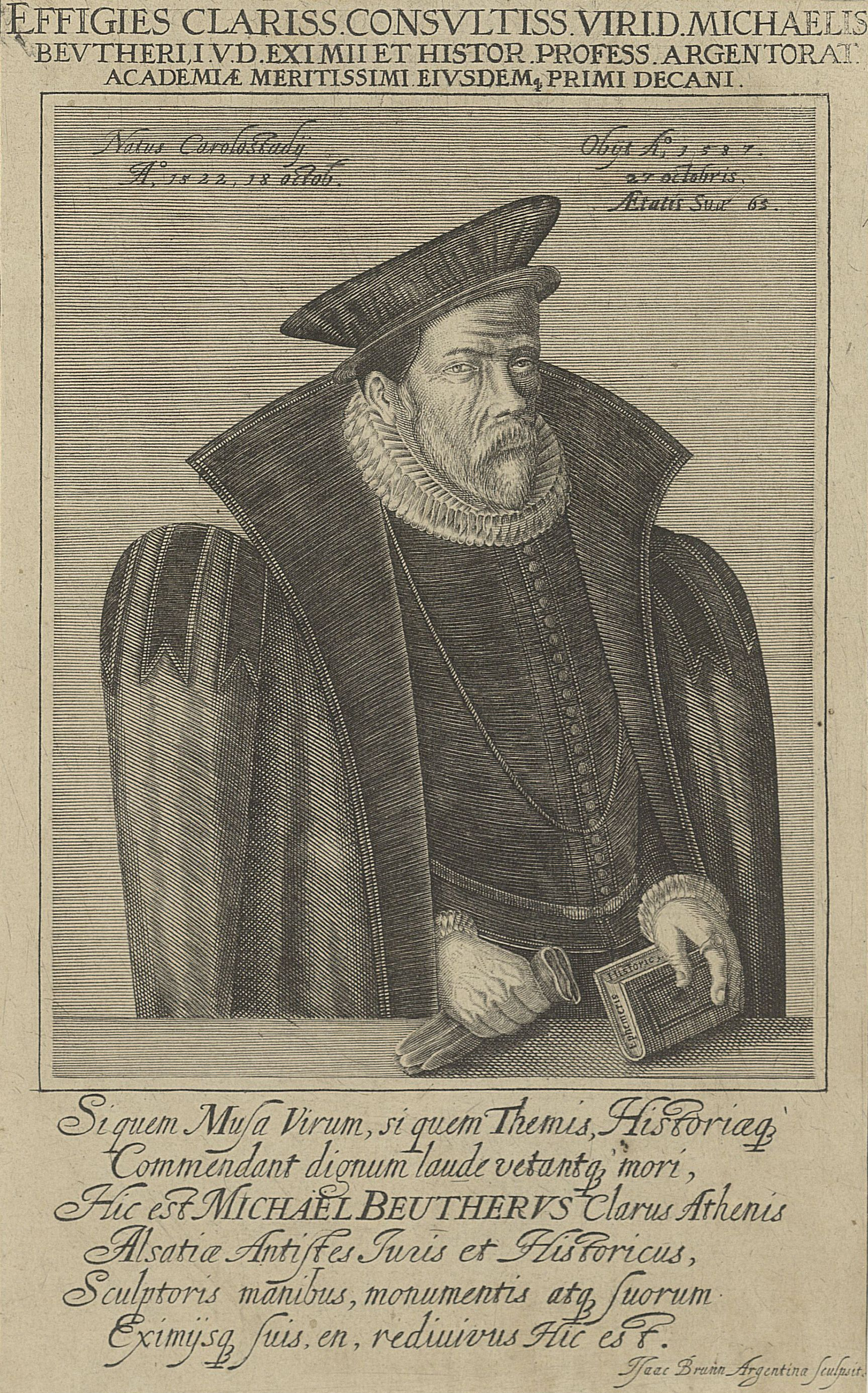
Michael Beuther, Kupferstich von Isaak Brunn

Michael Beuther (auch Michael von Carlstatt; * 18. Oktober 1522 in Karlstadt; † 27. Oktober 1587 in Straßburg) war ein deutscher Historiker, Dichter, Jurist und Beamter.

## Leben
Als Sohn des würzburgischen Amtskellers Michael Beuther geboren, erhielt er zunächst Unterricht in der Schule seiner Geburtsstadt, dann in Würzburg und in Coburg. 1536 immatrikulierte er sich an der Universität Marburg, wurde von seinem Onkel Johann Draconites theologisch geführt und in den orientalischen Sprachen, im Besonderen im Hebräischen unterrichtet.
Auch Helius Eobanus Hessus übte während dieser Zeit durch ein inniges Verhältnis einen humanistischen Einfluss auf ihn aus, so dass er sich entschloss, sich nach Wittenberg zu begeben, wo er den theologischen Führern der Reformationsbewegung begegnete. In Wittenberg hörte er Martin Luther, Philipp Melanchthon, Johannes Bugenhagen, Caspar Cruciger der Ältere, Justus Jonas der Ältere, Hieronymus Schurff, Erasmus Reinhold. Besonders als Schüler Melanchthons wurde er in seinen Anschauungen und für sein zukünftiges Leben geprägt.
Der von Melanchthon vertretene humanistische Grundsatz „Ad Fontes“ (Zurück zu den Quellen) hinterlässt bei ihm bleibenden Eindruck. Auch konnte er an der Tafel Luthers mit den Ideen der Reformatoren vertraut werden. So erwarb er 1542 an der Universität Wittenberg den akademischen Grad eines Magisters der freien Künste (Magister artium) und wurde danach mit Aufgaben des sächsischen Kurfürsten Johann Friedrich I. betraut. In Wittenberg setzte er seine Studien fort, wo er sich mit den Rechtswissenschaften und der Mathematik beschäftigte.
Während dieser Zeit verfasste er auch lateinische Epigramme, verfasste Gedichte und lobte darin die Führer der Reformation und des Humanismus. Dabei verspottete er zynisch, wie in damaliger Zeit üblich, die Scholastiker. Auf Empfehlung Melanchthons wurde er 1544 ordentlicher Professor an der Universität Greifswald, wo er seine Erfahrungen in Geschichte, Poesie und Mathematik weitergab. Dies stieß in Greifswald auf so viel Anerkennung, dass er 1546 zum Rektor der Universität gewählt wurde.
1548 wurde er an den Hof des Bischofs von Würzburg Melchior Zobel von Giebelstadt gerufen. 1549 reiste er nach Frankreich, wo er in Orléans, Poitiers und Angers juristische Studien betrieb, um neue Erkenntnisse zu sammeln. In Paris verfasste er einen historischen Kalender, der nah an Paul Ebers „Calendarium Historicum“ angelehnt war und hielt an der Sorbonne Vorträge zu „De annorum supputatione“ (Über die Berechnung der Jahre). Auf einer Reise nach Italien setzte er seine Studien fort, beschäftigte sich auf Anraten Melanchthons in Padua mit Medizin und erwarb in Ferrara den akademischen Doktorgrad der Rechtswissenschaften. Für den Bischof von Würzburg nahm er 1552 in Passau an Verhandlungen teil. Ebenso beteiligte er sich als dessen Gesandter am Reichstag zu Augsburg 1555.
Danach beschäftigte er sich vor allem mit historischen Schriften und veröffentlichte 1557 sein „Calendarium Historicum“, das in deutscher Sprache abgefasst war. Darin verfasste er die Biographien verschiedene Persönlichkeiten und versah das Buch mit 12 Holzschnitten von Hans Sebald Beham. 1558 erschien die deutsche Übersetzung seines Freundes Johannes Sleidanus „De statu Religionis & Reipublicæ, Carolo Quinto Cæsare, Commentarii“, der er in späteren Ausgaben eine Biographie Sleidans nachreichte.
1558 verließ Beuther den Dienst des verstorbenen Bischofs von Würzburg und folgte dem Rufe des Kurfürsten Ottheinrich als Bibliothekar und Kirchenrat. Nach dem Tod des Kurfürsten 1559 zog er sich von den politischen Geschäften zurück. Man findet ihn danach in Heidelberg und 1560 in Oppenheim, wo er 1562 heiratete. Alsbald unternahm er Forschungsreisen nach Sachsen, bis ihm 1565 eine Geschichtsprofessur in Straßburg angeboten wurde, die zuvor Johannes Sturm besetzt hatte.
Beuthers Bedeutung drückt sich vor allem in seinem Wirken als Historiker aus. Er beschäftigte sich mit den Biographien von der Antike bis zu den Persönlichkeiten des 16. Jahrhunderts. Sein Hauptwerk war die deutsche Übersetzung von Sleidans Kommentaren, die er in vier Frankfurter und acht Straßburger Ausgaben fortführte. Somit sieht man ihn als Schöpfer einer frühneuhochdeutschen Reformorthographie.
Aus seiner 1562 geschlossenen Ehe mit Margaretha Reuß sind die Söhne Michael Philipp Beuther (1564–1616), Generalsuperintendent von Zweibrücken, Johann Michael Beuther (1566–1618) Professor der Rechte in Straßburg und Jakob Ludwig Beuther (1573–1623), Landschreiber in Bergzabern bekannt.

## Werke
- Epigramma libri II apud Chr. Egenolphum, Frankfurt/Main 1544
- Reinke de Vos 1544
- Ephemeris Historica, Paris 1551, 1556 auch in Basel bei Oporinus
- Calendarium Historicum, Frankfurt a. M. 1557 (in Deutsch)
- Chronica Carionis, Frankfurt a. M. 1564; hrsg. d. Memoiren Philipps de Comines, Straßburg 1566;
- Fasti Hebraeorum, Athensiensium et Romanum, Basel 1556 und 1563
- Bildnisse vieler …. berühmter Kaiser, Könige, Fürsten, Basel 1582 und 1587 Digitalisat
- Animadversiones sive disceptationes tam Historicarum quam Chronigraphicarum, Straßburg 1593
- Fasti antiquitatis Romanae, Speyer 1600.
- De origine Marchionum Misnensium, 1576 in Leipzig
- Kommentare zu Tacitus Germania Straßburg 1594,
- Praxis rerum criminalium,
- De globo astronomico et circulis,
- Chronicon generale,
- Argumenta ia singula sacrorum Bibliorum Capita,
- Descriptio rerum quarundam memorabilium sub imperio Caroli V. in Europa gestarum
- Descripto historica elationis et coranationis Maximiliani II. Imp.